# Макарий IV Мелнишки
Вижте пояснителната страница за други личности с името Макарий.
Макарий (на гръцки: Μακάριος) е православен духовник, митрополит на Вселенската патриаршия.

## Биография
Макарий става духовник. До 1755 година е милоски митрополит. В 1755 година оглавява Мелнишката епархия. Остава на катедрата в Мелник до 1763 година.